# Хом'яківська сільська рада
| Хом'яківська сільська рада — орган місцевого самоврядування у Тисменицькому районі Івано-Франківської області з адміністративним центром у с. Хом'яківка. Утворена 13 березня 1992 року. Сільській раді підпорядковані населені пункти: - с. Хом'яківка |

## Склад ради
Рада складається з 16 депутатів та голови.

### Керівний склад ради
| ПІБ                        | Основні відомості                                                 | Дата обрання | Дата звільнення |
| -------------------------- | ----------------------------------------------------------------- | ------------ | --------------- |
| Сем'янчук Степан Федорович | Сільський голова, 1951 року народження, освіта, безпартійний      | 26.03.2006   | 31.10.2010      |
| Лесюк Василь Васильович    | Сільський голова, 1963 року народження, освіта вища, безпартійний | 09.09.2012   |                 |

Примітка: таблиця складена за даними джерела